# Газопереробний завод родовища Зогр
Газопереробний завод родовища Зогр – береговий майданчик для підготовки продукції єгипетського газового родовища Зогр.
В 2017 році у єгипетському секторі Середземного моря почалась розробка родовища Зогр, що станом на початок 2020-х є найбільшим в історії Єгипту. Отримана з родовища продукція транспортується по системі Зогр – Ель-Гаміль до берегового газопереробного заводу, майданчик для якого обрали західніше від Порт-Саїду на косі, що відділяє від моря озеро Манзалла (можливо відзначити, що тут вже діяли ГПЗ Ель-Гаміль та ГПЗ Вест-Гарбор, проте їх потужності аж ніяк не відповідали потребам Зогр).
В межах двох фаз проекту у складі ГПЗ ввели в дію 8 виробничих ліній, кожна з яких може приймати по 10 млн м3 газу на добу. Під час підготовки, зокрема, вилучають конденсат та шкідливу домішку у вигляді сірководню, з якої потім продукують сірку. В квітні 2019-го добове виробництво конденсату та сірки досягнуло 4000 тон та 50 тон відповідно.
Видача товарного газу може відбуватись до трубопровідних коридорів Ель-Гаміль – Ель-Тіна та Ель-Гаміль – Дум’ят.
Для забезпечення власних потреб завод отримав електростанцію із трьох газових турбін Siemens SGT-400 потужністю по 12,9 МВт.